# 吉村伸一
吉村伸一（よしむら しんいち、1948年 - ）は、日本の多自然川づくりの専門家。建設コンサルタント。株式会社吉村伸一流域計画室代表取締役。技術士（建設部門：河川、砂防および海岸・海洋）、技術士（環境部門：自然環境保全）、特別上級技術者［流域・都市］（土木学会）。
北海道生まれ。1971年、室蘭工業大学土木工学科卒業、横浜市役所勤務。1977年から1994年まで下水道局河川部に勤務。1998年（株）吉村伸一流域計画室を設立し、代表取締役に就く。

## 主な業績
- 2005年　土木学会デザイン賞　最優秀賞（和泉川／東山の水辺・関ヶ原の水辺）[2][3]
- 2008年　土木学会デザイン賞　優秀賞（嘉瀬川・石井樋地区歴史的水辺整備事業）[2]
- 2011年　土木学会デザイン賞　優秀賞（いたち川の自然復元と景観デザイン－1982年からのプロジェクト－）[2]
- 2018年　土木学会デザイン賞　優秀賞（伊賀川　川の働きを活かした川づくり）[2]
- 2021年　復興デザイン会議第3回復興設計賞（川原川・川原川公園）[2]
- 2022年　土木学会デザイン賞　最優秀賞（川原川・川原川公園）[2]

## 著書
- 『日本文化の空間学』（東信堂、2008、共著）
- 『多自然型川づくりを超えて』（学芸出版社、2007、共著）
- 『多自然川づくりポイントブック』（日本河川協会、2011、共著）
- 『図説・日本の河川』（朝倉書店、2010、共著）
- 『川の百科事典』（丸善、2009、共著）
- 『川・人・街－川を活かしたまちづくり』（山海堂、2001、共著）
- 『自然環境復元の技術』（朝倉書店、1992、共著）